# Manoir de Grissay
Le manoir de Grissay est un manoir situé à Chênehutte-Trèves-Cunault, en France.

## Localisation
Le manoir est situé dans le département français de Maine-et-Loire, sur la commune de Chênehutte-Trèves-Cunault.

## Historique
L'édifice est inscrit au titre des monuments historiques en 1987.